# Kōnan, Aichi
Kōnan (japanska: 江南市?, Kōnan-shi) är en japansk stad i prefekturen Aichi på den centrala delen av ön Honshu. Staden är belägen norr om Nagoya och ingår i denna stads storstadsområde. Kōnan fick stadsrättigheter 1 juni 1954.
Konståkerskan Yukari Nakano kommer från Kōnan.

## Källor

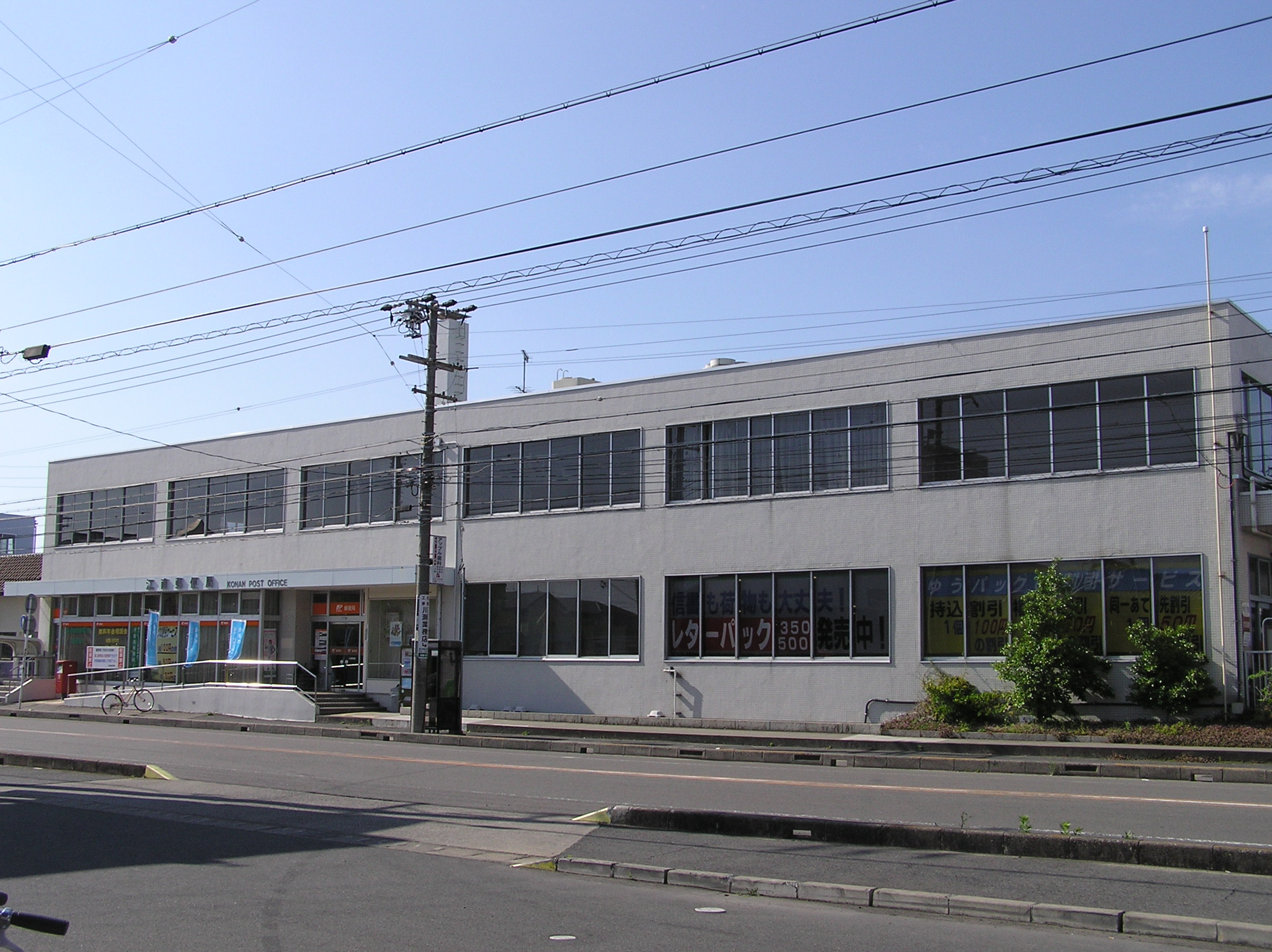
Postkontor i Konan